# لوسیا خیل
لوسیا خیل سانتیاگو (اسپانیایی: Lucía Gil Santiago‎؛ ‏ تلفظ اسپانیایی: [luˈθi.a ˈxil sanˈtjaɣo]؛ ‏ زادهٔ ۲۹ مهٔ ۱۹۹۸) خواننده و بازیگر اهل اسپانیا است. وی از سال ۲۰۰۹ میلادی تاکنون مشغول فعالیت بوده‌است.
از فیلم‌ها یا مجموعه‌های تلویزیونی که وی در آن‌ها نقش داشته‌است، می‌توان به ویولتا و شراب کهنه اشاره نمود.